# Mustafa Cumar
Mustafa Mohoumed Omer (în somaleză Mustafa Muxumed Cumar; n. 1973, Aware⁠(d), Soomaali Galbeed, Etiopia), de asemenea Mustafa Cumar; născut în 1972 în Aware) este un activist somalez de pe Facebook și actualul președinte interimar al statului Somali din Etiopia și vicepreședintele Partidului Democrat Somalian (parte a noului Partid al Prosperității din Etiopia, condus de Abiy Ahmed Ali, prim-ministrul în exercițiu al Etiopiei).